# Pitié pour les vamps
Pour plus de détails, voir Fiche technique et Distribution.
Pitié pour les vamps est un film français réalisé par Jean Josipovici et sorti en 1956

## Synopsis
Éléonore Davis est une dame de la haute bourgeoisie liée au monde du cinéma. Elle a trois filles très belles, deux qui sont actrices et la cadette qui aspire à le devenir. Les trois sœurs ont des caractères très différents. Dans le monde impitoyable de la finance et des producteurs de films, chacune vit sa propre expérience initiatique. Flora, l'aînée, réussit très bien sa carrière, mais le retour de sa fille qu'elle avait été obligée d'abandonner dans sa jeunesse compromet son futur mariage. Jany Cristal, la seconde, commence à avoir du succès, mais se rend compte que les producteurs l'engagent plus pour « son tour de poitrine » que pour son talent. Découragée par les absences répétées de son mari, elle s'entiche de son chauffeur et finit par s'égarer. Anne, la plus jeune (20 ans), désire plus que tout être actrice comme ses sœurs. Malheureusement, elle n'a pas de talent et a la fâcheuse habitude de ne pas toujours dire toute la vérité, ce qui lui attire des ennuis...

## Fiche technique
- Titre original : Pitié pour les vamps
- Réalisation : Jean Josipovici
- Scénario : Jean Josipovici
- Dialogues : Jean Josipovici, François Chalais, France Roche, Jany Casanova, Robert Chazal, José Zendel
- Assistant-réalisation : Bernard Paul
- Musique : Paul Bonneau
- Photographie : Marc Fossard
- Son : Robert Teisseire
- Montage : Paul Cayatte
- Décors : Robert Bouladoux
- Pays d’origine :  France
- Langue de tournage : français
- Productrice : Viviane Romance
- Directeur de production : Maurice Saurel
- Société de production : Isarfilm (France)
- Société de distribution : Les Films Fernand Rivers
- Format : couleur par Ferraniacolor — 35 mm — 2.35:1 Dyaliscope — son monophonique
- Genre : drame
- Durée : 91 minutes
- Date de sortie :  19 octobre 1956
- Affiche : Clément Hurel (France)

## Distribution
- Viviane Romance : Flora Davis
- Yves Vincent : André
- Gisèle Pascal : Jany Cristal-Davis
- Jean Meyer : Pierre Larcher
- Geneviève Kervine : Anne Davis
- Roland Bailly : Julien
- Marcel Charvey : Marcel-Marcel
- Gabrielle Dorziat : Éléonore Davis
- Jane Marken : Mme Édith
- Félix Marten : Paul Duke
- Gina Manès : l’actrice âgée
- France Roche : Laure Fontaine
- Josette Arno : Nicole
- Bernard Musson : un serveur au cocktail

## Vidéographie
- 1992 : Pitié pour les vamps, 1 VHS SÉCAM, René Chateau Vidéo, collection Les Années Cinquante : Viviane Romance[2].